# Birchwood Village (Minnesota)
Birchwood Village és una població dels Estats Units a l'estat de Minnesota. Segons el cens del 2000 tenia 968 habitants.

## Demografia
Segons el cens del 2000, Birchwood Village tenia 968 habitants, 357 habitatges, i 287 famílies. La densitat de població era de 1.099,3 habitants per km².
Dels 357 habitatges en un 35,3% hi vivien nens de menys de 18 anys, en un 72% hi vivien parelles casades, en un 5% dones solteres, i en un 19,6% no eren unitats familiars. En el 15,4% dels habitatges hi vivien persones soles el 6,2% de les quals corresponia a persones de 65 anys o més que vivien soles. El nombre mitjà de persones vivint en cada habitatge era de 2,71 i el nombre mitjà de persones que vivien en cada família era de 3,03.
Per edats la població es repartia de la següent manera: un 26,4% tenia menys de 18 anys, un 5,5% entre 18 i 24, un 24% entre 25 i 44, un 32% de 45 a 60 i un 12,1% 65 anys o més.
L'edat mediana era de 42 anys. Per cada 100 dones de 18 o més anys hi havia 101,1 homes.
La renda mediana per habitatge era de 81.941 $ i la renda mediana per família de 84.162 $. Els homes tenien una renda mediana de 56.667 $ mentre que les dones 36.563 $. La renda per capita de la població era de 40.102 $. Entorn del 2,4% de les famílies i el 2,9% de la població estaven per davall del llindar de pobresa.

## Poblacions més properes
El següent diagrama mostra les poblacions més properes.